# Roca Anvil
La Roca Anvil (en inglés: Anvil Stacks) (54°10′S 37°42′O / -54.167, -37.700) se trata de dos rocas conspicuas que se encuentran cerca al sur de la entrada a la ensenada Elefante, cerca de la costa sur y cerca del extremo oeste de Georgia del Sur. El nombre de la bahía y las rocas fue dado por los cazadores de focas. El nombre descriptivo "Anvil Stacks", fue sugerido por la South Georgia Survey después de su encuesta en 1951-1952.